# 1143-as tervszámú repülőgép-hordozó cirkáló

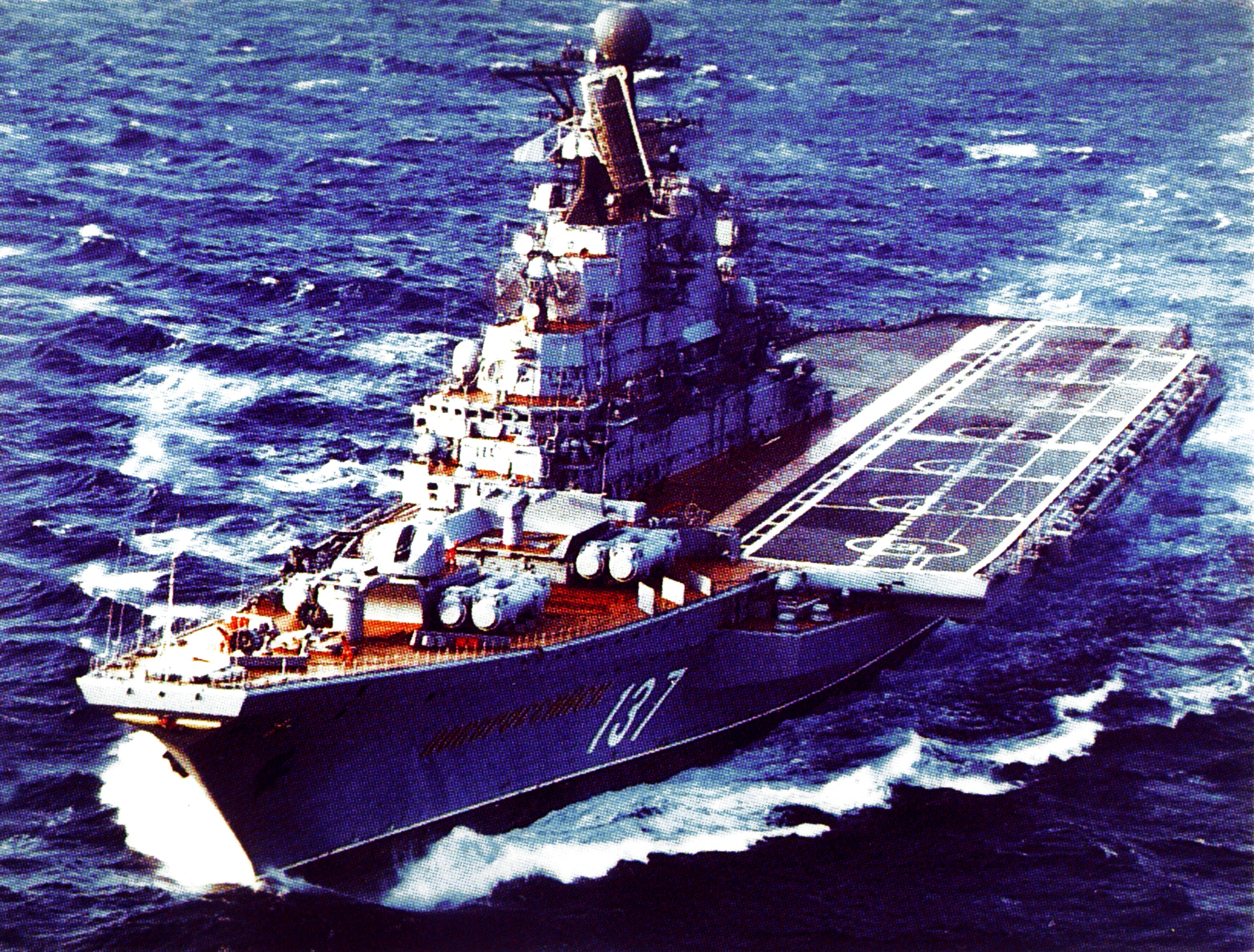
A Novorosszijszk repülőgép-hordozó menetben

A Kijev osztály (más nevén 1143-as tervszámú repülőgép-hordozó cirkáló, vagy Krecset osztály) a Szovjetunió első merevszárnyú repülőgépek hordozására is alkalmas repülőgép-hordozója, melyet a Fekete-tengeri Hajógyár épített az 1970-es évek első felében.
Első tervezési szakaszában, 1970-ben alapjait az 1153-as tervszámú, teljes fedélzetű Orjol osztály képezte. Eredetileg a Szovjet Haditengerészet az amerikai Kitty Hawk osztályhoz hasonló szuperhordozót igényelt volna, azonban annak költségvonzatai miatt egy kisebb méretű hajó kifejlesztése mellett döntöttek.
Szemben az amerikai, vagy brit repülőgép-hordozókkal, a Kijev osztály egy repülőgép-hordozó és egy cirkáló kombinációját képezte. A szovjet rendszerben inkább nehéz repülőgép-hordozó cirkáló mint egy tisztán repülőgép-hordozó. Noha rendelkezik tűzvezető-repülésirányító toronyfelépítménnyel és a törzs 2/3-ában elterülő szögfedélzettel, mégis a tat mellső részén jelentős mennyiségű támadórakéta-fegyverzetet építettek be. Elsődleges feladataként a hadászati támadó-tengeralattjárók, illetve a szovjet flottakötelék más felszíni hajóinak és haditengerészeti repülőcsapatainak támogatását jelölték meg. Képessé tették légtérvédelmi, tengeralattjáró-elhárító és felszíni hadviselések megvívására.
Összesen négy hajóegység épült meg az osztályban, melyek szolgálatot teljesítettek mind a szovjet, mind az orosz haditengerészetben egyaránt. Kivonásukat követően a négyből egyet szétvágtak, kettőt pedig eladtak Kínának, a negyediket 2004-ben India haditengerészete vásárolta meg. India felújította és Vikramaditya néven állította hadrendbe. Az ötödik egységet 1979-ben tervezték, de megépítését törölték.

## Műszaki jellemzői
A hajó meghajtásáról nyolc olajtüzelésű kazán gondoskodik, melyek négy, egyenként 25 MW-os gőzturbinát hajtanak, összteljesítményük 100 MW, megközelítőleg 140 ezer LE. A gőzturbinák – a segédberendezések mellett – négy, állandó állásszögű hajócsavart forgatnak. A hajó maximális sebessége 32 csomó (59 km/h), 18 csomós sebesség mellett a hatótávolsága 25 000 km (13 500 tengeri mérföld).

## Fegyverzete
RakétákA Kijeven és a Minszken:

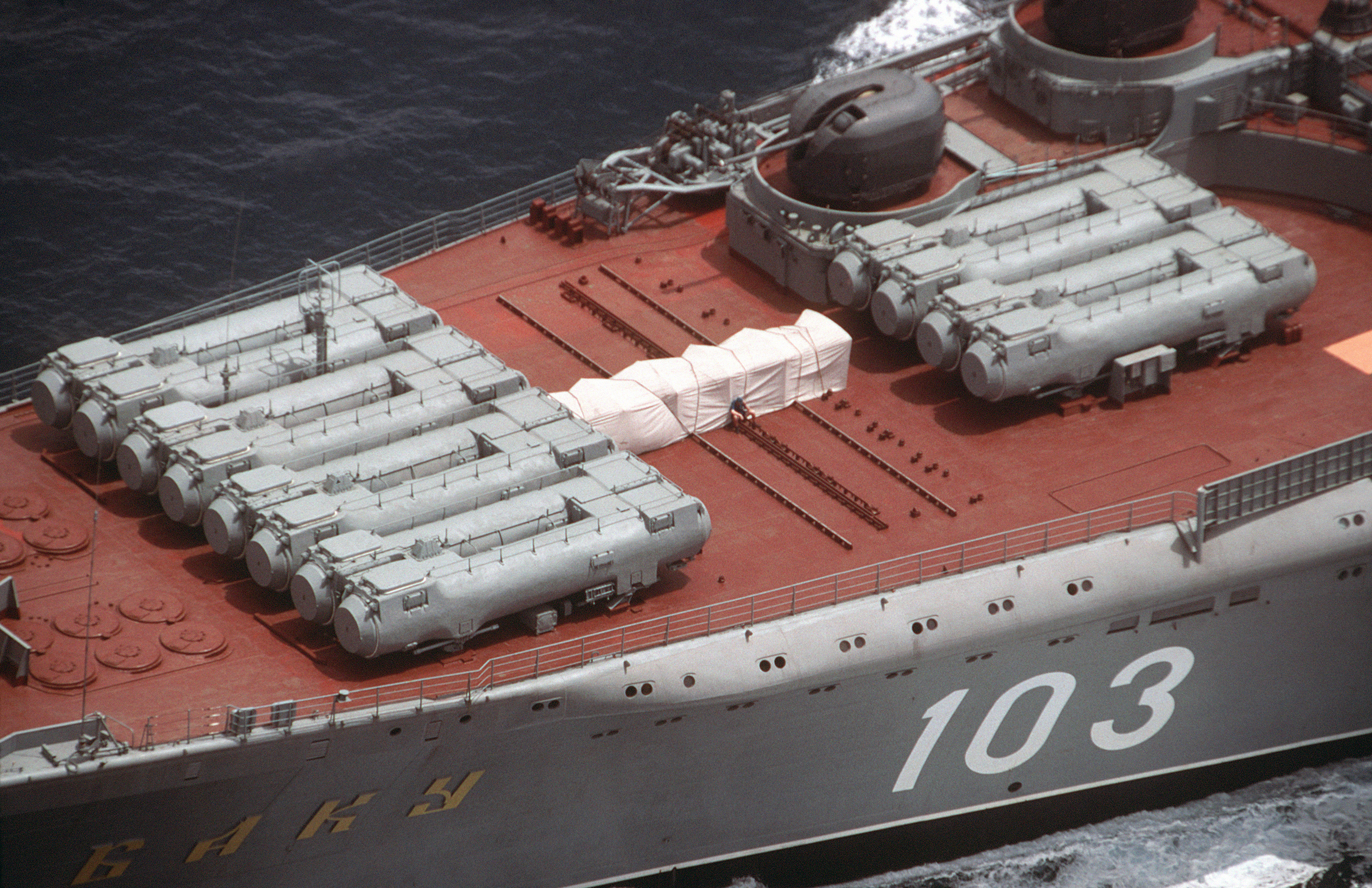
P–500 Bazalt (SS–N–12 Sandbox) indítóállások a Baku mellső fedélzetén. Az indítócsövek mögött a jobb oldalon az egyik 100 mm-es hajóágyú látható

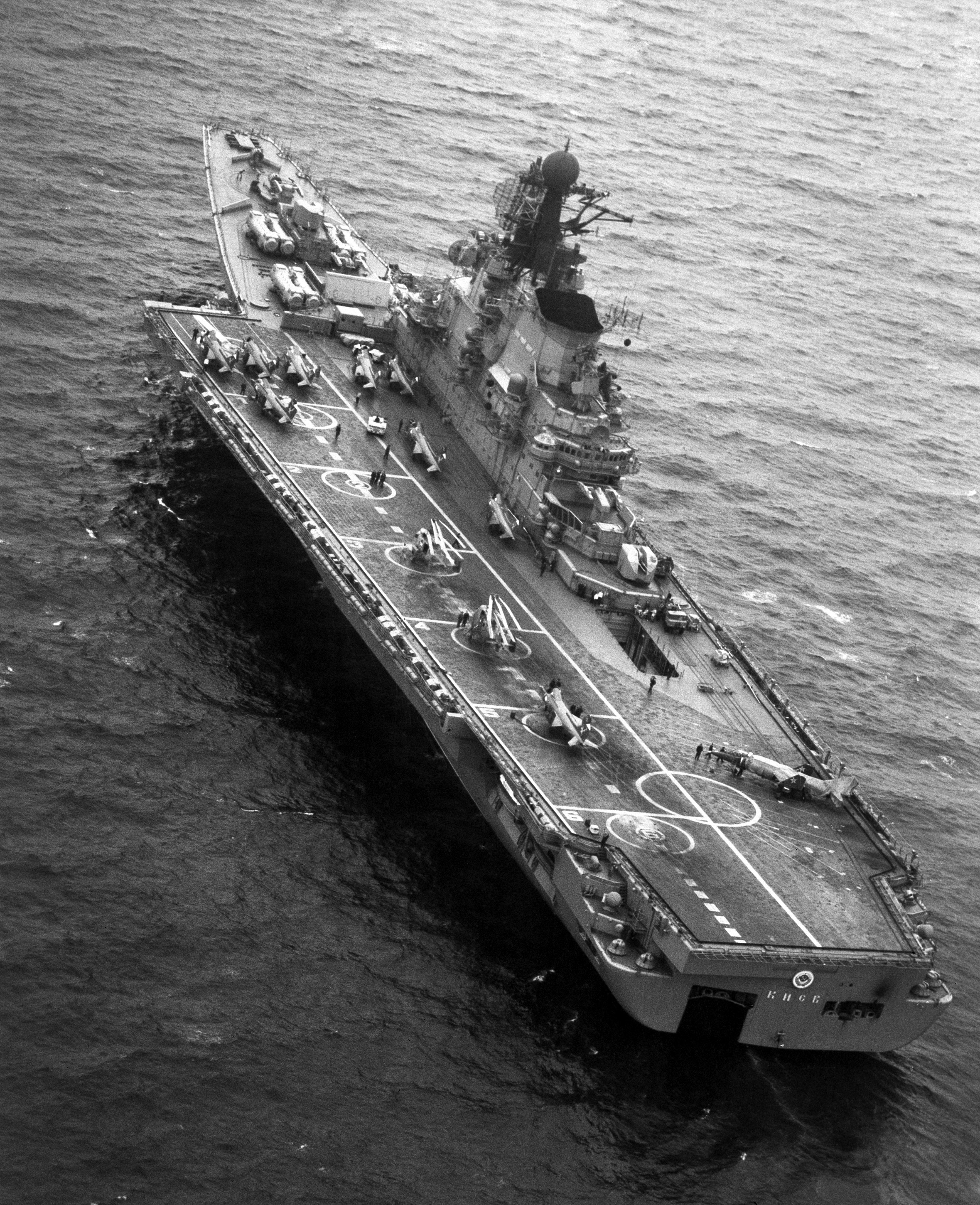
A Kijev 1985 őszén. Jól megfigyelhető a hangárfedélzeten levő felvonó helye, mögötte pedig az egyik 76,2 mm-es ikergépágyú torony látható. Mellette egy vontatási célokra használt GAZ–66 teherautó

- 2 darab M–11 Storm (NATO-kódneve: SA–N–3 Goblet) ikerindítót összesen 72 darab rakétával,
- 2 darab 9K33 Osza (NATO-kódneve: SA–N–4 Gecko) ikerindítót összesen 40 darab rakétával és
- 8 darab P–500 Bazalt (NATO-kódneve: SS–N–12 Sandbox) indítócsövet helyeztek el, összesen 16 darab rakétával.

A Novorosszijszken
- 2 darab M–11 Storm ikerindítót helyeztek el 72 darab rakétával,
- 12 darab 9K330 Tor (NATO-kódneve: SA–N–9) nyolccellás függőleges indítótubust összesen 96 darab rakétával és
- 8 darab P–500 Bazalt indítócsövet összesen 16 darab rakétával.

A Gorskovon
- 24 darab SA–N–9 nyolccellás függőleges indítótubust helyeztek el összesen 192 darab rakétával és
- 12 darab P–500 Bazalt indítócsövet összesen 24 darab rakétával.

Csöves légvédelemA Kijev, a Minszk és a Novorosszijszk csöves légvédelmi fegyverzete megegyezett, melyek 4 darab 76,2 mm-es légvédelmi gépágyútoronyból és 8 darab 30 mm-es AK–630 közellégvédelmi gépágyúkomplexumokból álltak.
A Gorskov fegyverzete némileg módosult, azaz 2 darab 100 mm-es DP gépágyúból és 8 darab 30 mm-es AK–630 közellégvédelmi gépágyúkomplexumokból állt.
Tengeralattjáró-elleni fegyverzetMind a négy egységre 2 darab 213 mm-es RBU–6000 reaktív mélységibomba-vető rendszert szereltek fel, ezeken kívül a Novorosszijszkre 1 darab RPK–1 Vihr (SUW–N–1) indítóállást is kiépítettek.
Torpedók10 darab 533 mm-es torpedóvetőcsővel voltak felszerelve.
Repülőerő
Összesen 12–13 darab Jak–38 VSTOL vadászbombázót, vagy 14–17 darab Ka–25 és/vagy Ka–27/29 helikoptert, vagy ezeket vegyes elrendezésben volt képes üzemeltetni. A repülőgépeket összesen egy hidraulikus felvonón tudták a fedélzetről a hangárfedélzetre mozgatni és vissza, amely az irányítótorony mögött lett elhelyezve.

## Külső hivatkozások
- A Kijev osztály a FAS.org oldalán Archiválva 2010. január 2-i dátummal a Wayback Machine-ben (angolul)